# NGC 2787
NGC 2787 è una galassia lenticolare barrata situata nella costellazione dell'Orsa Maggiore.
Si individua circa tre gradi ad ovest del gruppo di galassie M81 e M82, nella parte più settentrionale della costellazione; si rende evidente solo con un telescopio da 150mm di apertura o superiori. Contiene al suo interno una regione nucleare a linee di emissione a bassa ionizzazione, un fatto assai comune in questo tipo di galassie.